# Izoterma GL
Izoterma GL, uogólniona izoterma Langmuira (ang. Generalized Langmuir isotherm), znana też jako izoterma MJ – opisuje fizyczną adsorpcję zlokalizowaną i odpowiada quasigaussowskiemu rozkładowi energii adsorpcji. To 4-parametrowe równanie może opisywać układy o różnych charakterystykach jednomodalnej funkcji rozkładu energii adsorpcji. W zależności od wartości dwu parametrów heterogeniczności funkcja rozkładu może być symetryczna ({\displaystyle m\approx n;} przypadek {\displaystyle m=n} odpowiada izotermie Langmuira-Freundlicha), może być rozciągnięta w kierunku wysokich energii adsorpcji ({\displaystyle n>m;} przypadek szczególny {\displaystyle n=1} odpowiada uogólnionej izotermie Freundlicha) lub w kierunku niskich energii ({\displaystyle n<m;} przypadek szczególny {\displaystyle m=1} odpowiada izotermie Tótha). Zaletą izotermy w porównaniu z jej szczególnymi przypadkami jest jej elastyczność, możliwość opisania całego spektrum przypadków pośrednich:
{\displaystyle \theta =\left[{\frac {({\overline {K}}p)^{n}}{1+({\overline {K}}p)^{n}}}\right]^{\frac {m}{n}},}
gdzie:
{\displaystyle \theta } – pokrycie powierzchni (adsorpcja względna), {\displaystyle \theta =a/a_{m}} ({\displaystyle a} – adsorpcja, {\displaystyle a_{m}} – pojemność monowarstwy),
{\displaystyle p} – ciśnienie,
{\displaystyle n,m} – parametry heterogeniczności {\displaystyle (0<n,m\leqslant 1),} im mniejsze tym większa szerokość rozkładu energii adsorpcji; dla m=n=1 otrzymujemy izotermę Langmuira, dla której funkcja rozkładu może być opisana jako delta Diraca,
{\displaystyle {\overline {K}}} – stała równowagi adsorpcji związana z energią charakterystyczną funkcji rozkładu energii (dla rozkładu symetrycznego energia charakterystyczna jest równa energii średniej):
{\displaystyle {\overline {K}}=K_{o}\exp \left({\frac {\overline {E}}{RT}}\right),}
gdzie:
{\displaystyle {}\;K_{o}=\exp \left({\frac {\Delta S}{R}}\right),}
{\displaystyle {\overline {E}}} – charakterystyczna energia adsorpcji,
{\displaystyle K_{o}} – tzw. czynnik przedeksponencjalny związany z entropią {\displaystyle \Delta S} procesu adsorpcji,
{\displaystyle R} – uniwersalna stała gazowa,
{\displaystyle T} – temperatura.
Przypadki szczególne:
| {\displaystyle m=n=1} | – izoterma Langmuira, |
| {\displaystyle m=n}   | – izoterma LF,        |
| {\displaystyle n=1}   | – izoterma GF,        |
| {\displaystyle m=1}   | – izoterma Tótha.     |
Po formalnej zamianie ciśnienia {\displaystyle p} na stężenie {\displaystyle c,} izoterma GL może być wykorzystana do opisu adsorpcji z rozcieńczonego roztworu (np. wodnego roztworu substancji organicznej). Można w niej również uwzględnić oddziaływania boczne specyficzne i niespecyficzne, a także adsorpcję wielowarstwową (zob. adsorpcja).
Nie istnieje żadna prosta postać liniowa izotermy GL przydatna do analizy doświadczalnych danych adsorpcji.